# Крестовник Швецова
Кресто́вник Швецо́ва (лат. Senēcio schvetzōvii) — многолетнее растение; вид рода Крестовник (Senecio), семейства Астровые (Asteraceae).
По данным The Plant List на 2013 год, название Senecio schvetzovii Korsh. является синонимом действительного названия Senecio macrophyllus M.Bieb.

## Ареал и среда обитания
Восточноевропейско-южносибирский вид. Произрастает в степной зоне Евразии от Дуная до предгорий Алтая. Предпочитает расти на сырых, часто солонцеватых лугах, у подножия меловых обнажений, среди кустарников.

## Описание
Многолетние растение. Высотой от 90 до 160 см. Листья широкие сизо-зеленые кожистые. Корневище горизонтальное ползучее или косо восходящее, около 1 см толщиной.
Стебель прямой, простой, лишь в соцветии ветвистый, слегка паутинисто опушенный, гранисто-бороздчатый. Листья голые, сизо-зеленые, нижние яйцевидные, острые, постепенно оттянутые в крылатый черешок, у прикорневых листьев почти равный пластинке или вдвое более короткий, с неравно зубчатыми, нередко вниз завернутыми краями.
Листовая пластинка длиной от 15 до 30 см и шириной от 4,5 до 8,5 см, средние стеблевые листья сидячие, яйцевидно-ланцетные или ланцетовидные, с округлым или слегка сердцевидным основанием, по краям неравномерно мелкозубчатые или почти цельнокрайные.
Соцветие щитковидно-метельчатое, корзинки многочисленные, на ножках, с 2-3 мелкими линейными листьями. Обертка широко-колокольчатая, 5-6 мм длиной и вверху 4-6 мм шириной, её наружные листочки линейные в 3-4 раза короче внутренних, последние продолговатые, наверху оттянутые в бахромчато-реснитчатый, иногда отогнутый вниз придаток. Язычковые цветки обыкновенно в числе 5, длиной 10 мм и 4 мм.
Плоды — семянки, цилиндрической формы около 3-4 мм длиной голые, ребристые. Цветение в июле—сентябре. Размножение только семенное.

## Охрана
Включен в Красные книги следующих субъектов РФ: Белгородская область, Волгоградская область, Воронежская область, Курская область, Липецкая область, Республика Мордовия, Нижегородская область, Пензенская область, Рязанская область, Чувашская республика а так же в Красную книгу Львовской области Украины.